# Litsea verticillata
Litsea verticillata är en lagerväxtart som beskrevs av Henry Fletcher Hance. Litsea verticillata ingår i släktet Litsea och familjen lagerväxter. Inga underarter finns listade i Catalogue of Life.